# Andělé všedního dne
Andělé všedního dne je kniha českého spisovatele Michala Viewegha, která byla poprvé vydána roku 2007 v nakladatelství Druhé město. Jedná se o psychologickou novelu, jejímž hlavním tématem je pomíjivost a neznámý smysl života. Celý příběh se odehrává v průběhu jediného dne a to 5. září 2006 v Praze. Čtenář má však zároveň vhled do událostí minulých i budoucích, které jsou pro hlavní děj podstatné. Michal Viewegh uvedl, že tuto knihu napsal po smrti svého otce, což se v knize projevuje temným humorem, který se v autorově předchozí tvorbě příliš nevyskytuje.
Původní námět vznikl pro spolupráci s Michalem Horáčkem a Petrem Hapkou, kdy byl jimi Michal Viewegh osloven kvůli napsání libreta muzikálu. Téma, pracovně nazvané Lidé a Andělé, které bylo zprvu pouze záložní a Michal Viewegh ho měl nachystané jako možný námět pro některou z jeho budoucích knih, se jim zamlouvalo nejvíce.

## Děj
V příběhu hrají hlavní roli čtyři andělé, kteří mají za úkol zpříjemnit poslední chvíle na tomto světě osobám, které mají během toho dne zemřít. Vlastně nejen jim, ale i jejich blízkým. Nemohou však daný osud nijak výrazně měnit a smrt vyvolených je nevyhnutelná, přestože sami andělé nevědí proč. Snaží se proto co nejvíce probudit a oživit city mezi danými osobami a jejich blízkými, či jim splnit poslední přání, ať už sami nebo prostřednictvím druhých. Mohou také lidem vnuknout nějakou myšlenku, přestože tento způsob není zcela správný.
Nejstarší ze čtyř andělů je Nith-Haiah. O něco mladší, ale své profesi podobně, ne-li více oddaný je Hachamel. Nejmladší a nejvíce skeptický a cynický z nich je Jofaniel. A jako jediná dívka v týmu je Ilmuth, ke které všichni chovají velké sympatie, a jenž je na podobné akci vůbec poprvé a s údělem andělů se teprve seznamuje.
Hrdinové ze světa lidí, kteří přijdou o život a kterým mají andělé pomoci, jsou Karel a Zdeněk. U Zdeňka je problematika přízně andělů o něco komplikovanější, protože spáchá sebevraždu a andělé by těmto lidem své služby prokazovat neměli. Zdeňkovým blízkým samozřejmě ano. V tomto případě se tedy jedná o jeho matku Jarmilu, s níž žije. Svého otce Zdeněk nikdy nepoznal, protože matku opustil během svatební hostiny a naposledy se viděli u rozvodu. Proto chtěl být Zdeněk jiný a pro svoji ženu Lídu a dvě děti stavěl dům a snažil se pro ně vytvořit perfektní zázemí. Lída ho však opustila kvůli Filipovi, který je synem již zmiňovaného Karla. Karel je učitelem v autoškole a jeho žena Marie je učitelka na základní škole. Jsou spolu už dvacet sedm let a jejich manželství je rutinní a citově vyhořelé. V příběhu je velmi důležitá i role Ester, doktorka a čerstvá vdova, která bere kondiční jízdy u Karla. Karlovi se Ester velmi líbí a je předmětem jeho intimních představ, přestože o ní Karel prakticky vůbec nic neví.
To se však změní, když Ester Karla požádá, zda by se mohli v rámci jízdy zastavit v krematoriu pro urnu. Domluví se s ním, že se večer sejdou ještě jednou, aby se projeli v autě značky Volvo, které jí zbylo po zesnulém manželovi. Příběh vrcholí Zdeňkovou sebevraždou, kdy se rozhodne skočit z Nuselského mostu. Dopadá před automobil Ester projíždějící údolím. Ester strhává volant a vjíždí na koleje, kdy do boku auta narazí tramvaj číslo sedm a následně nákladní vůz, což se Karlovi stane osudné.

### Autorovo pojetí andělů
Michal Viewegh anděly pojímá jako metaforu pro pozitivní energii, která lidi obklopuje, ale ne vždy se projeví. Nepřistupuje k nim vyloženě náboženským způsobem, zároveň se však nesnaží dostat s křesťanskou vírou do rozporu. Na druhou stranu se vysmívá podle svých slov až šarlatánským pojetím andělů amerických psychoterapeutek, které je využívají pouze ke komerčním účelům. To je v knize znázorněno na postavě Jarmily, která si takové karty vykládá a snaží se pomocí andělů upokojit a přivolat je k sobě.

## Citát
„Bůh není, že ne?“
Od první mise s Jofanielem jsem věděl, že je pouze otázkou času, kdy se mě takhle zeptá.
„Neexistuje, je to tak?“
Neuhnu pohledem.
„Samozřejmě že existuje,“ říkám. „Záleží pouze na tom, jaké mu dáme jméno.“
„Jaké jméno mu dáváš ty?“
„Laskavost,“ odpovím tak pokorně, jak jen dokážu.
„Ne láska?“
Ptá se, jako kdyby střílel z revolveru.

„Laskavost.“

## Motivy
„Je to taková svižná novelka o lidech, andělích a umírání.” – Michal Viewegh
Příběh Andělů všedního dne se zaobírá závažným tématem a řadí se mezi spisovatelovu nejsmutnější tvorbu. Úkol hlavních postav, ať už těch, kteří mají toho dne zemřít, či jejich bližních, je dojít klidu, se svými bližními či ve svém nitru. Velkou část knihy tvoří také úvahy o životě, jeho konečnosti a o umírání, ale také o smyslu lidského života. Názorně je zde ukázáno, co s člověkem udělá ztráta iluzí a stereotyp, přes který si lidé neuvědomují vše, co je na životě pozitivní nebo dané drobnosti považují za samozřejmost.

## Kompozice
Zodpovědět otázku, která z postav je vlastně vypravěčem, je vcelku komplikované. Jednotlivé kapitoly jsou vždy nadepsané jménem jednoho z andělů (Ilmuth je vynechána) a přestože z velké části popisují situaci, které jsou svědkem, objevuje se zde i jejich pohled a ich-forma. V názvech kapitol se však kromě nich vyskytuje i Ester, kdy je příběh zaměřen na její dějovou linku, její pohled je ovšem prezentován v er-formě, kdy se vyjadřuje například formou polopřímé řeči.
Celé dílo je rozčleněno do 31 kapitol. Děj je chronologický s retrospektivními prvky.

## Jazykové prostředky
Z velké části v novele převládá spisovná čeština, nicméně lze zde najít i prvky obecné češtiny. Jedním takových to frekventovaných prvků je nahrazení hlásky ý a místo ní dosazená koncovka –ej (například: celej, krásnej, jinej). Dále se v textu objevuje protetické v (například: vobdivuju), velký počet expresivních slov; nejpoužívanější slovo je mráček, dále pak mladíček, hlavička, vlásky, krůčky apod. Eufemismus (například: vydechla naposledy, ohýnky staré lásky v jejím srdci stále doutnají), pejorativa (dědek, žvanit, tuctový, kozy, idiot), frazeologické celky (ruku na srdce, netlačit na pilu, tlačit na jazyk, setřást z mysli).

## Další zpracování
Kniha byla vydána také na CD v audioformátu mp3. Tuto verzi připravilo vydavatelství Tympanum. Namluvil ji David Novotný. Délka audioknihy je 3 hodiny 34 minut.
Divadelní zpracování připravil slovenský dramaturg Dodo Gombár, rodným jménem Josef Gombár. Hru režíroval Petr Štindl. Premiéru měla 13. prosince 2008 v Městském divadle ve Zlíně. Hlavní role andělů ztvárnili Josef Koller (jako Jofaniel), Pavel Leicman (Hachamel), Radoslav Šopík (Nith-Haiah) a Michaela Doležalová (Ilmuth).
Filmové zpracování režírovala Alice Nellis. Film vyšel v roce 2014 a byl natáčen v České republice a na Slovensku. Hlavní role andělů ztvárnili Marián Labuda st., Vladimír Jarovský, Vojtěch Dyk, Eliška Křenková, mimo ně se zde objevili i Zuzana Bydžovská a Boleslav Polívka.